# اون دال
اون دال (کره‌ای: 온달؛ درگذشته ح.۵۹۰ میلادی) که اغلب توسط مردم کره‌ای «اون دال شجاع» خطاب می‌شود، ژنرال گوگوریو و شوهر شاهدخت پیونگ‌گانگ بود.
بر اساس افسانه‌ها، او قدبلند و خوش قیافه بود و قلب مهربانی داشت. خانواده‌اش فقیر بودند، بنابراین او به خاطر مادرش گدایی می‌کرد. اگرچه او از طبقه پایین جامعه بود، اما بعداً با دختر پادشاه پیونگ‌وون، شاهدخت پیونگ‌گانگ ازدواج کرد و یک ژنرال شد. او در سال ۵۹۰ رهبری ارتش گوگوریو در قلعه آچاسان‌سونگ را برعهده داشت و در طی نبردی با ارتش شیلا شجاعانه جان باخت.

## در فرهنگ عامه
- بازی شده توسط جی هیون وو در مجموعه تلویزیونی سال ۲۰۰۹ کی‌بی‌اس۲، لی پیونگ کانگ شکست‌ناپذیر
- بازی شده توسط لی جونگ هیون در مجموعه تلویزیونی سال ۲۰۱۷ نتفلیکس، تنها آهنگ عاشقانه من
- بازی شده توسط نا این وو در مجموعه تلویزیونی سال ۲۰۲۱ کی‌بی‌اس۲، طلوع ماه در رودخانه